# AK24
AK24（エーケーにじゅうよん）は日本の漫画家、漫画原作者。
2012年、『ヤングアニマル嵐』（白泉社）にて読み切り『預かり犬に逃げられた』でデビュー。2019年、『マンガPark』（白泉社）にて原作者として『1000万童貞』で連載デビュー。
登場人物の名前を回文、もしくはそれに近い形にすることが多い。

## 作品リスト

### 連載
- 1000万童貞（原作担当、漫画：ロクノジケンゴ、『マンガPark』（白泉社）2019年9月25日 - 2021年1月20日、白泉社、全2巻）
- 15 少女と漂流記 （原作担当、漫画：George Mackenzie、『マンガPark』（白泉社）2023年6月8日 - 2024年6月6日、白泉社、全3巻）

### 読み切り
- 預かり犬に逃げられた（『ヤングアニマル嵐』（白泉社）2012年3号） - デビュー作
- 誰もナカタの娘がこんなことになるとは思わない（『ヤングアニマルあいらんど』（白泉社）2013年1月号）
- ダーツJC!〜宇津輪女子中ダーツ部〜（『ヤングアニマル嵐』（白泉社）2014年1号）
- えなりの娘は何かが足りない（『ヤングアニマル嵐』（白泉社）2015年8号）
- DESTROY!（『ヤングアニマル嵐』（白泉社）2016年9号）

## 師匠
- 松山せいじ[1]